# Camionnette armée AS42
 (avril 2025).
La camionnette armée AS.42 fut la première véritable réponse de l'industrie italienne au besoin qu'avaient les troupes combattant en Afrique du Nord de posséder un véhicule léger, bien armé et à grand rayon d'action capable de frapper derrière les lignes ennemies, à l'image des LRDG britanniques. Auparavant, l'armée italienne menée par Mussolini devait se débrouiller avec des véhicules standard, comme le camion AS37 ou le tracteur TL37, ou même avec des véhicules pris à l'ennemi.
À la suite de l'expérience acquise avec ces engins, la société FIAT/S.P.A.-Viberti proposa deux modèles de camionnettes « sahariennes », dont l'AS42, qui reprenait le châssis de l'automitrailleuses AB41, tout en supprimant le poste de conduite arrière. Le nouveau véhicule, très plat, comprenait un vaste espace central recevant le poste de conduite et l'armement, qui variait d'une camionnette à l'autre. Sur les flancs, des râteliers permettaient d'embarquer jusqu'à 20 jerrycans d'essence, assurant une très grande autonomie à l'AS42.

## Histoire
La présentation du prototype intervint le 9 juillet 1942. La production de la "Camionetta Desertica Mod.42", autre dénomination de l'AS42, débuta au mois d'août 1942, alors que le modèle ne sera homologué officiellement par les corps de l'armée italienne que le 1er décembre 1942. Les premiers exemplaires gagnèrent immédiatement la Libye au mois d'octobre et furent affectés au Raggruppamento Sahariano. 100 unités furent produites sur les 140 commandées, une grosse vingtaine (26 selon certaines sources) fut envoyée en Afrique du Nord, où elles combattirent jusqu'à la fin de la campagne de Tunisie avec la 103a Compagnia I° Arditi Camionettisti, confirmant leurs excellentes prestations.
En Sicile, 18 exemplaires du IIe battaglione du Xe reggimento Arditi participèrent aux combats contre les Alliés entre juillet et août 1943, en se distinguant notamment dans l'action du pont de Primosole qui entraîna la perte de 4 AS42.
Au moment de l'armistice, les camionnettes du Xe reggimento Arditi et du Battaglione d'Assalto Motorizzato participèrent à la défense de Rome contre les troupes allemandes le 9 septembre 1943.
Dès le 18 septembre 1943, un petit groupe de 46 Arditi avec 9 AS42 se joignirent à la 2. Fallschirmjäger Division Ramke et partirent pour le front ukrainien en novembre, avant de rentrer en Allemagne en mars 1944. Le bataillon Barbarigo de la Xa Mas utilisa aussi deux AS42 trouvées à Rome au début de l'année 1944, lorsque l'unité fut déployée sur le front d'Anzio Nettuno.
Après la guerre, 11 AS42 légèrement modifiées opérèrent au sein du XXe Reparto Mobile di Pubblica Sicurezza jusque dans les années 1950.

## Camionnette armée AS43
C'est à partir du mois de janvier 1944 que des études furent menées en vue de produire une automitrailleuse sur le châssis de l'AS 43, plus économique que ceux de la série AB 41/43. La première planche dessinée par Viberti sur ce projet est datée du 28 janvier 1944, et la dernière modification fut apportée le 3 avril de la même année. La production commença alors pour quelques exemplaires de ce véhicule, désigné "Carrozzeria Speciale AS43 Viberti", dont la tourelle était similaire à celle du char léger Fiat L6/40.
Ces automitrailleuses furent utilisées par le Gruppo Leonessa de la GNR, comme l'attestent les photos de la parade de Turin le 9 mai 1944, sur lesquelles on peut voir deux de ces véhicules. Elles furent probablement assignées à cette unité début mai, et servirent au sein des 2e et 3e compagnies qui occupaient la caserne Dabormida à Turin. La seule immatriculation connue est la suivante : GNR 0151.